# Pons Fabricius
Pons Fabricius (italijansko: Ponte Fabricio, ki pomeni "Fabriciusov most") ali Ponte dei Quattro Capi, je najstarejši rimski most v Rimu, v Italiji in še vedno obstaja v prvotnem stanju. Zgrajen je bil leta 62 pred našim štetjem, razteza se čez polovico reke Tibere, od Marsovega polja (Campus Martius) na vzhodni strani do otoka v sredini reke (Pons Cestius je zahodno od otoka). Ime Quattro Capi ("štiri glave") se nanaša na dva marmorna stebra z dvema licema Janusove herme na ograji, ki je bila v 14. stoletju sem prinesena iz bližnje cerkve sv. Jurija (San Gregorio della Divina Pietà).
Rimski zgodovinar Kasij Dion je zapisal, da je bil most zgrajen leta 62 pred našim štetjem, leto po tem, ko je postal Cicero konzul, kot nadomestitev prejšnjega lesenega mostu, ki ga je uničil požar. Naročil ga je Lucius Fabricius, kustos za ceste in član gens Fabricia iz Rima. Popolnoma nedotaknjen od rimske antike, je v stalni uporabi še danes.
Pons Fabricius je dolg 62 metrov in širok 5,5 m. Izdelana je iz dveh širokih lokov, ki ju podpira osrednji steber sredi toka. Njegovo jedro je izdelano iz tufa. Njegova zunanjost je danes narejena iz opeke in travertina.

## Napis
Originalni napis na travertinu je zapis o graditelju v latinščini, 
L . FABRICIVS . C . F . CVR . VIAR | FACIVNDVM . COERAVIT | IDEMQVE | PROBAVIT.
(Lucius Fabricius, sin Gaja, nadzornik cest, je skrbel in tudi odobril, da se je zgradil) se ponovi štirikrat: na vsakem loku, na obeh straneh mostu.
Kasnejši napis, v manjši pisavi, navaja, da je bil most kasneje ponovno vzpostavljen pod papežem Inocencom XI., verjetno leta 1679.